# Nigel Martyn
Anthony Nigel Martyn (ur. 11 sierpnia 1966 w St Austell) – angielski piłkarz występujący na pozycji bramkarza. Obecnie jest trenerem bramkarzy w klubie Bradford City.
Karierę rozpoczynał w Bristol Rovers. W 1989 przeszedł do Crystal Palace, gdzie występował przez 7 lat. Następnie w 1996 był piłkarzem Leeds United. W 2003 po tym jak coraz częściej zaczął występować w bramce Paul Robinson, Martyn zdecydował się odejść do Evertonu. Sezonem przełomowym był 2004–2005, kiedy to zajął z Evertonem w Premiership 4. miejsce, wyprzedzając między innymi lokalnego rywala Liverpool. Martyn zaczął być porównywany do byłego bramkarza Evertonu Neville’a Southalla. W 2006 po wielu latach spędzonych na boisku zdecydował się zakończyć piłkarską karierę.
W reprezentacji Anglii wystąpił w 23 meczach. Był tam głównie rezerwowym, ponieważ pierwszym bramkarzem był David Seaman. Zadebiutował w reprezentacji w 1992 w meczu przeciwko ZSRR. Był składzie reprezentacji na kilka ważniejszych piłkarskich imprez m.in. mistrzostw Europy 1992 r., mistrzostw świata w 1998 r., mistrzostw Europy w 2000 r. i mistrzostw świata w 2002 r. Na mistrzostwach Europy w 2000 zaliczył jedyny występ w ważniejszej piłkarskiej imprezie. Zagrał tam w fazie grupowej przeciwko reprezentacji Rumunii. Anglia ten mecz jednak przegrała i przez to musiała wracać do domu już po trzech meczach w fazie grupowej.